# Kajaran
Kajaran (armeană Քաջարան) este un oraș din Provincia Syunik, Armenia.